# Лычников, Дмитрий Семёнович
Дмитрий Семёнович Лычников (род. 1931) — советский и российский химик, доктор химических наук, профессор, заслуженный деятель науки Российской Федерации.

## Биография
Родился в семье Семёна Ивановича Лычникова (род. 1906), инженера-конструктора авиапредприятия, и Марии Кирилловны Лычниковой (род. 1910), служащей монтажного авиапредприятия. В 1951 окончил Ленинградский судостроительный техникум по специальности радиотехник, в 1958 окончил МАИ имени С. Орджоникидзе, в 1965 окончил аспирантуру Академии коммунального хозяйства имени К. И. Памфилова. В 1967 защитил кандидатскую диссертацию, а в 1989 и докторскую, по теме «Коагуляционные процессы при дублении и формировании свойств кож», с того же года становится профессором. С 1951 до 1954 работал на Московском заводе «Вымпел», с 1958 до 1959 инженер в МАИ на кафедре радиопередающих устройств. С 1959 до 1962 старший инженер в НИИ теплоприборов. С 1965 до 1969 младший научный сотрудник в Институте физической химии АН СССР. С 1969 до 2006 в МИНХ имени К. Маркса на кафедре физики, старший преподаватель, доцент, заведующий кафедрой, профессор. Также с 2005 до 2006 в МГАВМиБ профессор на кафедре товароведения.

## Научная деятельность
Основным направлением его научных исследований является изучение физико-химических и коллоидных процессов при модификации белковой ткани с целью придания ей новых потребительских свойств. Им создана научная школа по теории и практике влияния коллоидно-химических процессов на формирование свойств кожевенных полуфабрикатов, устойчивость вин и виноматериалов, а также некоторых аспектов утилизации отходов мехового, кожевенного, мясного и шерстеперерабатывающих производств. Разработал ряд оригинальных приборов, методов исследования продовольственных товаров, а также способов формирования свойств кожевенных полуфабрикатов и готовых изделий из кожи, на которые получено 18 авторских свидетельств на изобретения и патентов. Является одним из инициаторов создания новых учебных курсов: «Методы физико-химического исследования и оценки качества товаров», «Фальсификация и идентификация пищевых продуктов».

## Публикации
Автор и соавтор более 400 научных трудов, в том числе около 10 монографий, 15 патентов: «Методы определенных теплозащитных свойств материалов и обуви» (1984), «Формирование и устойчивость коллоидных систем в шампанских винах» (1990), «Коллоидно-химический аспект дубления» (1991), «Предупреждение физико-химических помутнений в винах» (1999), «Обеспечение стабильности виноградных вин и физико-химических помутнений» (1998), «Идентификация и фальсификация пищевых товаров» (1996), автор докладов на научных конференциях.

## Семья
- Жена — Нина Фёдоровна Лычникова (род. 1937), окончила МГПИ имени В. И. Ленина, бортпроводница в особом 235-м авиаотряде.
- Сыновья — киноактёр Павел Дмитриевич Лычников (род. 1967), выпускник РЭА Максим Дмитриевич Лычников (род. 1974).